# Веласкес, Лорена
Мария де ла Консепсион Лорена Вильяр Донге, более известная как Лорена Веласкес (исп. Maria de la Concepcion Lorena Villar Donge, mas conocido como Lorena Velasquez; 15 декабря 1937, Мехико, Мексика — 11 апреля 2024, там же) — мексиканская актриса театра и кино, признанная «Королева фантастического фильма», внёсшая огромный вклад в развитие латиноамериканского кинематографа — 100 работ в кино и телесериалах, актриса «Золотого века мексиканского кинематографа». Рост — 175 см.

## Биография
Родилась 15 декабря 1937 года в Мехико в семье Эдуардо Вильяра Андраде и Эльды Донге. У неё была сестра, также актриса Тереса Веласкес (1942—1998). После окончания средней школы поступила в INBA, где изучала балет и театральное искусство. В 1958 году она заняла 2-е место на конкурсе Мисс Мексика, а двумя годами спустя она победила в этом конкурсе, но из-за плотного актёрского графика она отказалась представлять Мексику на конкурсе Мисс Вселенная. В латиноамериканском кинематографе дебютировала в 1956 году и с тех пор снялась в 100 работах в кино и телесериалах. Номинирована на три премии и трижды победила.
Скончалась 11 апреля 2024 года в Мехико в возрасте 86 лет.

## Фильмография

### Избранные телесериалы
- 1964 — «Грозовой перевал»
- 1985—2007 — «Женщина, случаи из реальной жизни»
- 1988 — «Сладкое желание» — Аида Бальбоа.
- 1997—1998 — «Шалунья» — Каталина.
- 1998—1999 — «Привилегия любить» — Ребека.
- 2003 — Фата Невесты — Адела
- 2004 — «Руби» — Мари Чаваррия.
- 2008 — «Женщины-убийцы» — Ана Мария Сомейра.
- 2008—н. в. — «Роза Гваделупе» — Ева.
- 2010 — «Девочка моего сердца» — Мерседес Рикельме.
- 2011—н. в. — «Как говорится» — Дианита.

### Избранные фильмы
- 1957 — «Новый мир»
- 1960 — «Корабль чудовищ» — Бета.
- 1966 — «Планета женщин-завоевательниц» — Адастрея/Альбуния.
- 1971 —
  - «Каин, Авель и другие»
  - «Сокровище Моргана» — Далия.
- 1973 — «Задание для самоубийц» — Ана Сильва.